# CIECAM02
CIECAM02 ist ein Farberscheinungsmodell (engl. Color Appearance Model) von der internationalen Beleuchtungskommission CIE (commission internationale de l'éclairage) und der Nachfolger von CIECAM97.
Es basiert auf dem CIECAM97-Modell und beinhaltet einige Revisionen und Vereinfachungen. Dazu gehören eine lineare chromatische Adaptionstransformation, eine Nachadaption mittels hyperbolischer Kompressionsantwortfunktion und Änderungen bei den Wahrnehmungsparametern.
Die zwei wesentlichen Bestandteile des Farberscheinungsmodells sind die chromatische Adaptionstransformation CIECAT02 und Gleichungen zur Berechnung der mathematischen Entsprechungen von Wahrnehmungsattributen wie Leuchtdichte (brightness), Helligkeit (lightness), Buntheit (chroma), Sättigung (saturation), Farbigkeit (colorfulness) und Buntton (hue).
Dies sind die sechs technisch definierten Dimensionen einer Farberscheinung.
CIECAM02 berücksichtigt den Stevens Effekt, den Hunt Effekt, die Bartleson-Breneman Erscheinungen, den Simultankontrast, discounting the illuminant und die unvollständige Adaption.
Im Vergleich zum vollständigen Hunt Farberscheinungsmodell wird der Übergang von Tag- zu Nachtsehen nicht berücksichtigt.
Das Modell eignet sich somit nur für einen begrenzten Helligkeitsbereich und ist als nicht vollständig anzusehen, bietet im Gegenzug aber auch eine verhältnismäßig geringe mathematische Komplexität und eignet sich dementsprechend besonders für praktische Anwendungen. Zudem ist es verhältnismäßig einfach invertierbar.
Das Modell kann verwendet werden, um die Attribute der Farberscheinung vorherzusagen bzw. um entsprechende Farbwerte in einer veränderten Umgebung zu berechnen.
CIECAM02 wird im Windows Color System (WCS) von Windows Vista verwendet.

## Parameter für die Beobachtungsumstände

### Das Beobachtungsfeld

Modell des menschlichen Beobachtungsfeldes (adaptives Feld)

CIECAM02 verwendet ein leicht reduziertes Modell des Beobachtungsfeldes, wie es im Hunt-Farberscheinungsmodell verwendet wird.
In dem Modell repräsentiert der innere Kreis den Stimulus, welcher basierend auf den Funktionen des CIE 2°-Standardbeobachters die Tristimulus-Werte {\displaystyle (XYZ)^{T}} liefert.
Der äußere Kreis ist der 10° umfassende Hintergrund, in welchem die relative Helligkeit des Hintergrundes {\displaystyle Y_{b}} gemessen wird.
Außerhalb des runden Blickfeldes liegt die Umgebung (peripheres Gebiet), welche den restlichen Raum darstellt.
Die Gesamtheit von Hintergrund und Umgebung nennt sich das adaptive Feld.
Für praktische Anwendungen kann dieses Modell jedoch nicht als maßgeblich, sondern nur als Grundlage angesehen werden und muss den Umständen entsprechend angepasst werden.
In der Bildverarbeitung z. B. ist der Stimulus meist von einem einzelnen Pixel definiert und die Helligkeit des Hintergrundes wird mit der eines neutralen Grautons(20%) definiert,
da der Hintergrund durch die von der Umgebungssituation unabhängigen räumlichen Helligkeitsverteilung innerhalb eines Bildes nicht großartig variiert.
Der Hintergrund wäre zudem mit der festen Definition seiner Ausmaße von 10° abhängig von der Skalierung des Bildes und dem Betrachtungsabstand möglicherweise mehrerer Beobachter.
Dasselbe gilt für einen Stimulus mit 2° Ausmaßen.

### Weißpunkt und absolute Helligkeit
Zwei weitere Elementare Parameter für CIECAM02 sind der Weißpunkt {\displaystyle (X_{w}Y_{w}Z_{w})^{T}} und die absolute Helligkeit des adaptiven Feldes {\displaystyle L_{A}}.
Der Tristimuluswert des Weißpunkts basiert ebenfalls auf dem CIE 2°-Standardbeobachter und wird generell von der vorhandenen Lichtquelle definiert.
Im Falle von selbstleuchtenden Medien wie Monitoren oder Projektionen liegt dieser jedoch zwischen dem Weißpunkt der Lichtquelle und dem des Mediums selbst,
wobei hier wiederum keinerlei feste Definitionen vorliegen.
Mit dem ermittelten Weißpunkt wird der XYZ-Raum, in welchem sich sowohl der Weißpunkt als auch der Stimulus befinden, auf {\displaystyle Y_{w}=100} normalisiert.
Die absolute Helligkeit des adaptiven Feldes {\displaystyle L_{A}} kann zum einen mit einem Photometer gemessen werden.
Falls keines vorhanden ist, kann für den generellen Fall angenommen werden, dass das adaptive Feld eine graue (20%) Fläche ist (grey-world-assumption),
und {\displaystyle L_{A}} nimmt dementsprechend den Wert von 20 % der vorhandenen Umgebungshelligkeit an.
Hat das betrachtete Medium eine höhere absolute Helligkeit als die Umgebung, wie z. B. bei einer Projektion in einem dunklen Raum so wird die Helligkeit des Mediums als maßgeblich erachtet.

### Umgebungsparameter
Die Umgebungsparameter lassen sich über das Verhältnis der absoluten Helligkeit der Umgebung und jener des Stimulus bestimmen und sind in der folgenden Tabelle festgehalten:
| Umgebungsfeld    | F   | c     | {\displaystyle N_{c}} |
| ---------------- | --- | ----- | --------------------- |
| durchschnittlich | 1,0 | 0,69  | 1,0                   |
| dämmerig         | 0,9 | 0,59  | 0,95                  |
| dunkel           | 0,8 | 0,525 | 0,8                   |

F: Adaptionsgrad
c: Umgebungsauswirkung
{\displaystyle N_{c}} : Faktor für chromatische Induktion
In den meisten Fällen liegen durchschnittliche Umgebungsparameter vor.
Eine dämmerige Umgebung ist gegeben, wenn die absolute Helligkeit der Umgebung bei 20 % der Helligkeit eines selbstleuchtenden Mediums liegt.
Von einer dunklen Umgebung spricht man, wenn nahezu kein Umgebungslicht vorhanden ist, z. B. bei einer Projektion in einem dunklen Raum.
Für nicht selbstleuchtende Medien geht man generell von „durchschnittlichen“ Umgebungsparametern aus.
Für Zwischenstufen können diese Werte linear interpoliert werden.

### Praktische Anwendung
Die Spezifikationen der Eingangsparameter sind, wie schon angedeutet, recht vage gehalten und erfordern eine den Umständen entsprechende Interpretation.
Folgende Tabelle enthält einige Vorschläge für vier mögliche Anwendungsfälle, wobei im vierten Fall die Bestimmung von {\displaystyle L_{A}} in Anbetracht der erhöhten Umgebungshelligkeit fraglich bleibt:
Beispielparameter für CIECAM02
| Umgebungssituation                      | Umgebungslicht in lux ({\displaystyle \mathrm {cd/m^{2}} }) | Helligkeit des Szenenweißpunktes in {\displaystyle \mathrm {cd/m^{2}} } | {\displaystyle L_{A}} in {\displaystyle \mathrm {cd/m^{2}} } | Weißpunkt                                           | Umgebungsparameter |
| --------------------------------------- | ----------------------------------------------------------- | ----------------------------------------------------------------------- | ------------------------------------------------------------ | --------------------------------------------------- | ------------------ |
| Farbige Oberfläche in einer Lichtkammer | 1000 (318,3)                                                | 318,3                                                                   | 63,66                                                        | WP der Lichtkammer                                  | durchschnittlich   |
| Fernsehabend                            | 38(12)                                                      | 80                                                                      | 16                                                           | Zwischen WP der Umgebung und des Fernsehers         | dämmerig           |
| Projektion in abgedunkelten Raum        | 0(0)                                                        | 150                                                                     | 30                                                           | Zwischen WP des Projektors und E(equal energy ill.) | dunkel             |
| Computermonitor im Büro                 | 500(159,2)                                                  | 80                                                                      | 16                                                           | Zwischen WP des Monitors und der Bürobeleuchtung    | durchschnittlich   |

Ein weiterer Punkt ist die Bestimmung der Tristimulus-Werte. Liegt der Stimulus in Form eines selbstleuchtenden Mediums vor, können die Werte mithilfe der Photometrischen Daten des Mediums bestimmt werden.
Im Falle von nicht selbstleuchtenden Medien ist der Stimulus durch das Spektrum Lichtquelle und die filternden Eigenschaften des Mediums bestimmt, was die Bestimmung der Parameter deutlich erschwert.
Bezüglich des Weißpunktes muss man ähnlich vorgehen.

## Chromatische Adaptionstransformation

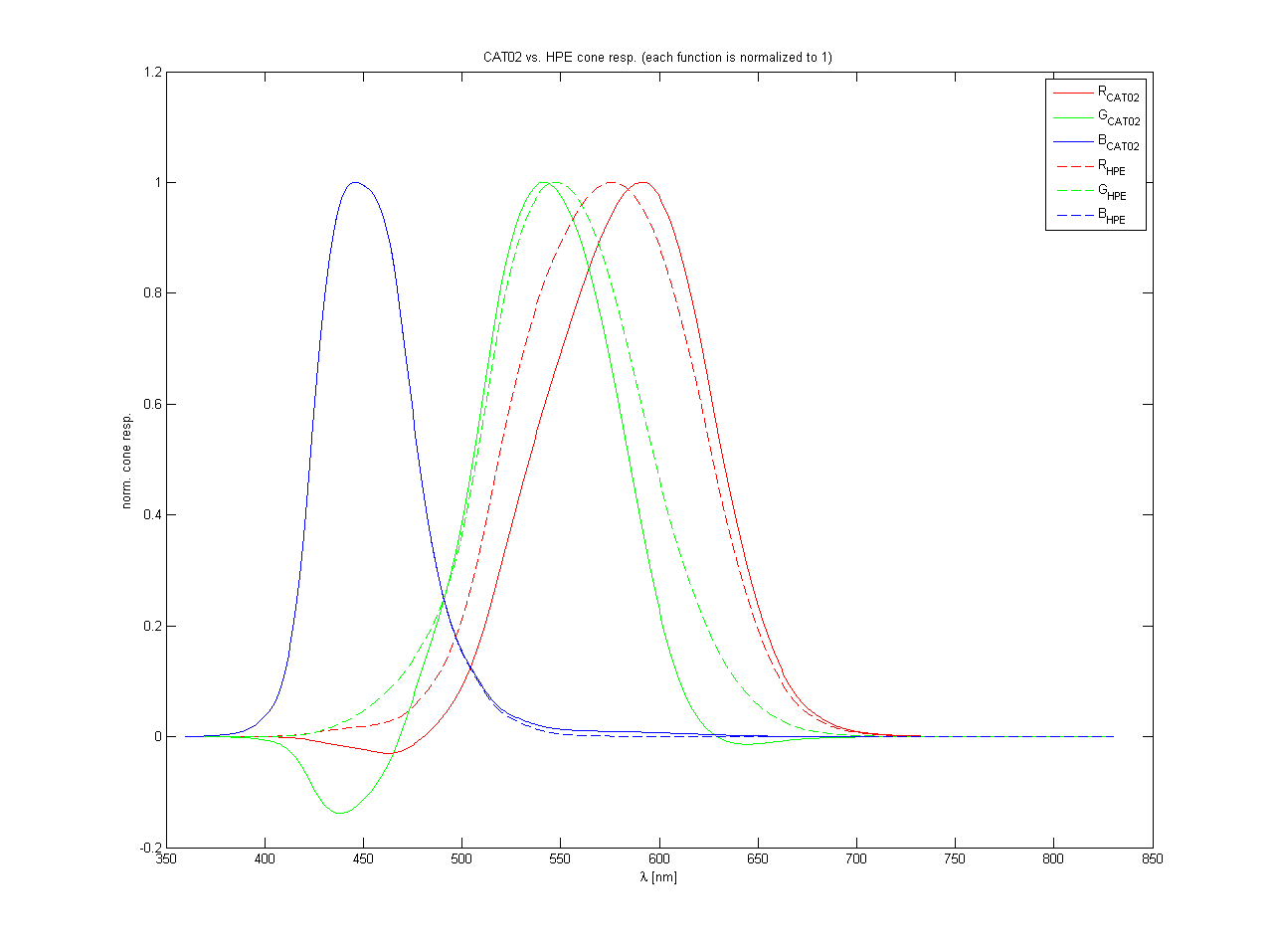
Zäpfchenantworten für CAT02 und HPE

Die chromatische Adaptionstransformation von CIECAM02 zeichnet sich vor allem dadurch aus, dass sie in zwei verschiedenen Farbräumen stattfindet.
Zuerst wird eine modifizierte von Kries Adaptionstransformation in einem modifizierten Li et al. RGB-Raum durchgeführt,
der durch eine erhöhte spektrale Schärfe der R und B Komponenten im Vergleich zu den natürlichen spektralen Antworten der Zapfen gekennzeichnet ist.
Die chromatische Adaptionstransformation ist eine modifizierte CMCCAT2000 und wird als CIECAT02 bezeichnet.
Bei der Entwicklung von CIECAM02 lag das Hauptaugenmerk auf einer Linearisierung der Bradford-Transformation aus CIECAM97s, welche eine exponentielle Nichtlinearität im Blaukanal hatte und so eine analytische Invertierung verunmöglichte. Die Ergebnisse der CIECAT02 wurden mit psychophysischen Messdaten verglichen und erwiesen sich Abwärtskompatibel, wenn nicht sogar besser, verglichen mit der Transformation aus CIECAM97s.
Die adaptierten Farbwerte werden anschließend über den XYZ-Farbraum in den Hunt-Pointer-Estevez-Raum übertragen und einer Nachadaption in Form einer Kompressionsantwortfunktion unterzogen.
Der HPE-Raum eignet sich für die weiteren Schritte, da seine spektralen Antwortfunktionen eher den natürlich in den Zapfen vorkommenden gleicht.
Aus dem Hunt-Pointer-Estevez Raum heraus werden später auch die Wahrnehmungsparameter bestimmt bzw. die ermittelten Farbwerte in den 5-dimensionalen JChQM Farbraum übertragen.

### CIECAT02

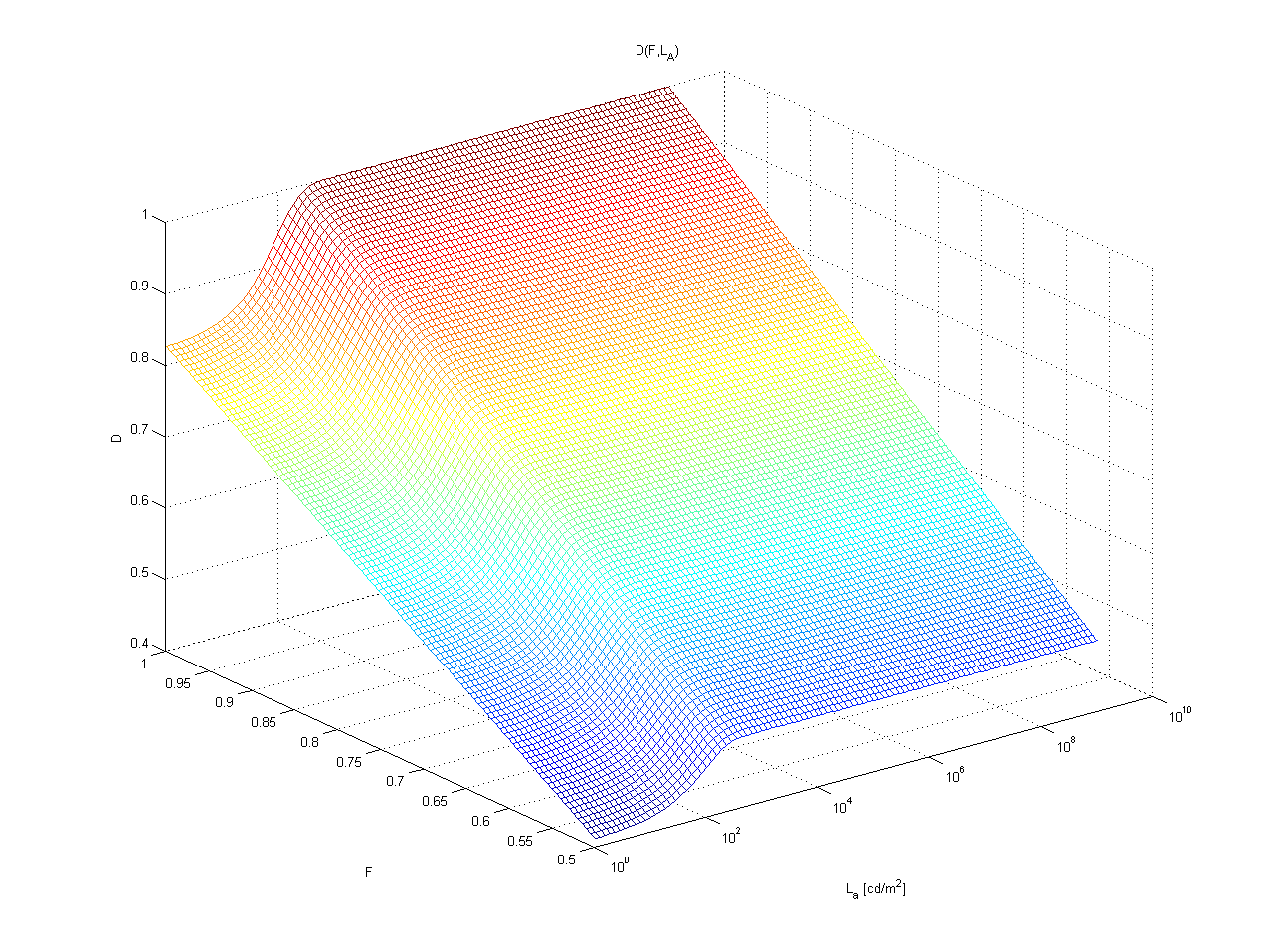
Grad der Adaption

Grad der Adaption

Um die Tristimuluswerte in den Li et al. RGB-Farbraum zu übertragen, wird folgende Matrix verwendet:
{\displaystyle M_{CAT02}={\begin{bmatrix}0{,}7328&0{,}4296&-0{,}1624\\-0{,}7036&1{,}6975&0{,}0061\\0{,}0030&0{,}0136&0{,}9834\end{bmatrix}}}
Die inverse Matrix, welche für die Rücktransformation in den XYZ-Farbraum benötigt wird, hat folgende Form:
{\displaystyle M_{CAT02}^{-1}={\begin{bmatrix}1{,}096124&-0{,}278869&0{,}182745\\0{,}454369&0{,}473533&0{,}072098\\-0{,}009628&-0{,}005698&1{,}015326\\\end{bmatrix}}}
Für die chromatische Adaption wird noch der von {\displaystyle L_{A}} und {\displaystyle F} abhängige Grad der Adaption {\displaystyle D} benötigt:
{\displaystyle D=F\left(1-{\frac {1}{3{,}6}}e^{\frac {-L_{A}-42}{92}}\right)}
Falls der Stimulus einem nicht selbstleuchtenden Medium entspringt wird {\displaystyle D=1} angenommen, da hier von einer vollständigen Adaption des visuellen Systems an das Leuchtmittel
auszugehen ist (discounting the illuminant).
Die vollständige CIECAT02 Transformation lässt sich dann wie folgt ausdrücken:
{\displaystyle {\begin{bmatrix}X'\\Y'\\Z'\end{bmatrix}}=M_{CAT02}^{-1}{\begin{bmatrix}{\frac {Y_{w}D}{R_{w}}}+(1-D)&0&0\\0&{\frac {Y_{w}D}{G_{w}}}+(1-D)&0\\0&0&{\frac {Y_{w}D}{B_{w}}}+(1-D)\end{bmatrix}}M_{CAT02}{\begin{bmatrix}X\\Y\\Z\end{bmatrix}}}
Für RGB-Werte des Weißpunktes müssen auch dessen Tristimulus-Werte in den CAT02-Raum übertragen werden.
Ausgehend von der Normalisierung der Tristimuluswerte auf {\displaystyle Y_{w}=100} ändert sich CIECAT02 zu:
{\displaystyle {\begin{bmatrix}X'\\Y'\\Z'\end{bmatrix}}=M_{CAT02}^{-1}{\begin{bmatrix}{\frac {100D}{R_{w}}}+(1-D)&0&0\\0&{\frac {100D}{G_{w}}}+(1-D)&0\\0&0&{\frac {100D}{B_{w}}}+(1-D)\end{bmatrix}}M_{CAT02}{\begin{bmatrix}X\\Y\\Z\end{bmatrix}}}

## Nachadaption

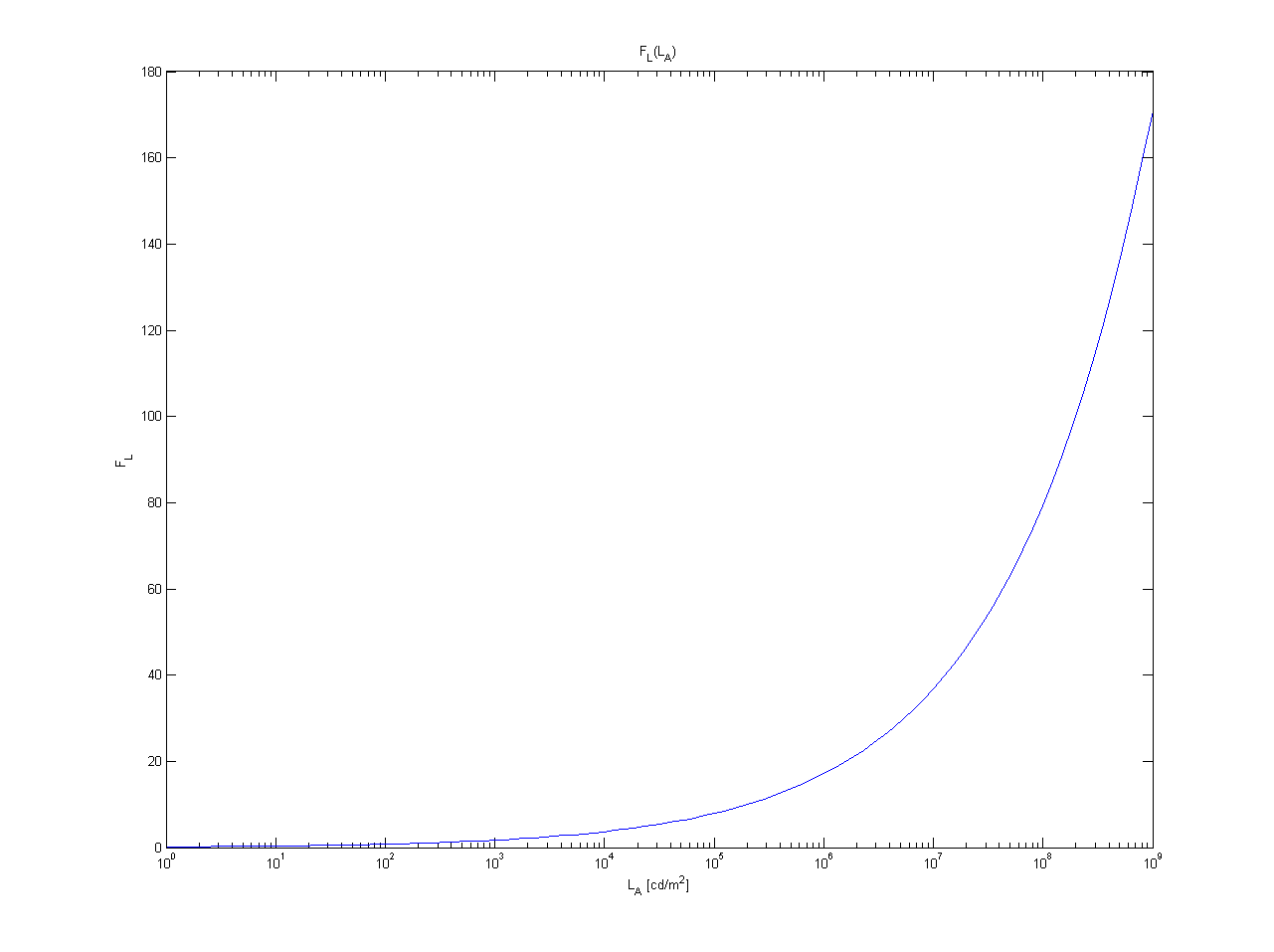
luminance level adaption factor

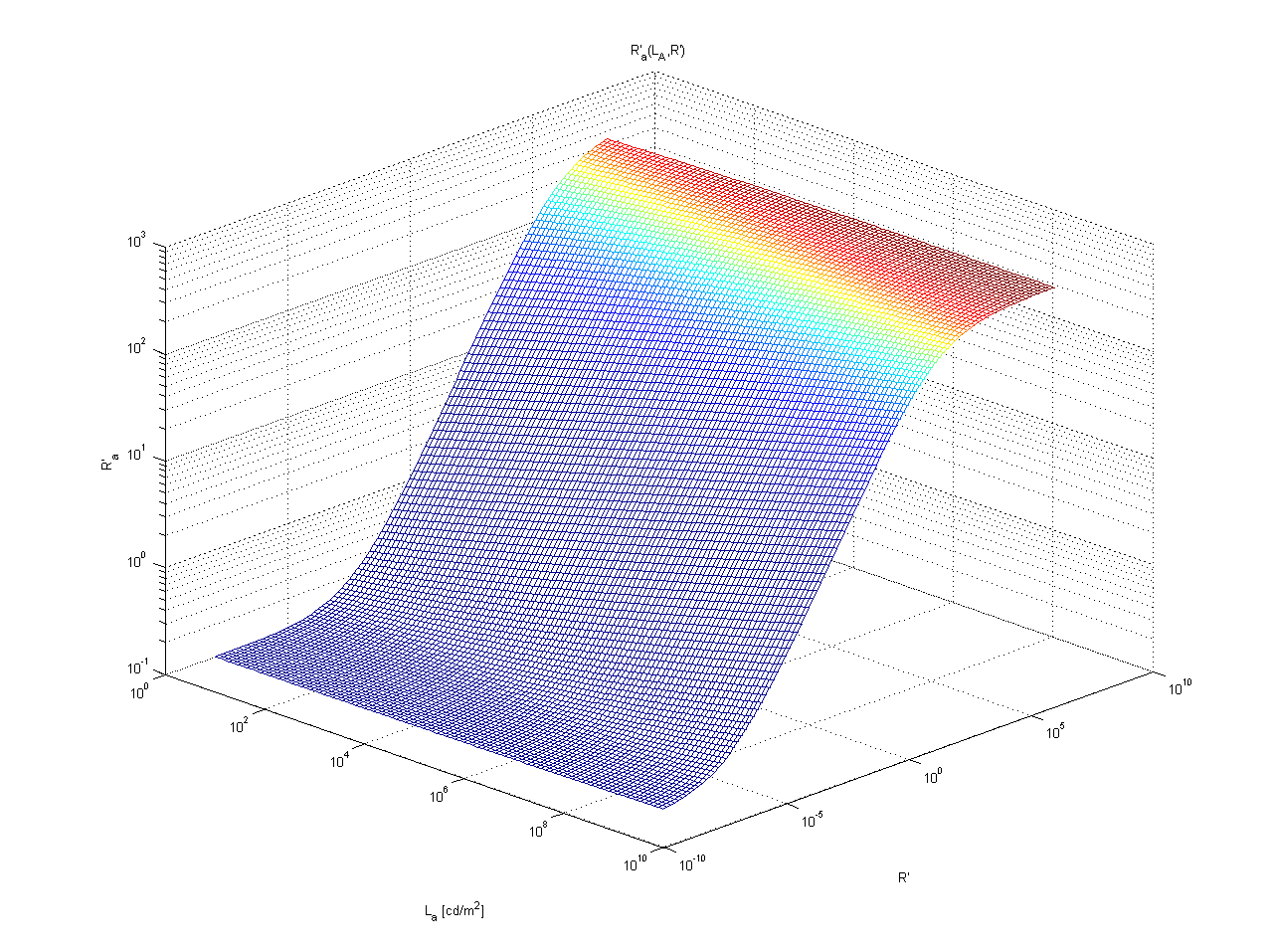
Kompressionsantwortfunktion

Kompressionsantwortfunktion

Die Nachadaption sorgt für eine Berücksichtigung des Hunt- und des Stevens-Effekts. Zum einen wird die Transformationsmatrix in den HPE-Farbraum benögt:
{\displaystyle M_{HPE}={\begin{bmatrix}0{,}38971&0{,}68898&-0{,}07868\\-0{,}22981&1{,}18340&0{,}04641\\0{,}00000&0{,}00000&1{,}00000\end{bmatrix}}}
Mit ihr werden die voradaptierten Tristimulus-Werte in den HPE-Raum abgebildet:
{\displaystyle {\begin{bmatrix}R'\\G'\\B'\end{bmatrix}}=M_{HPE}{\begin{bmatrix}R'\\G'\\B'\end{bmatrix}}}
Um die Kompressionsantwortfunktion zu berechnen, wird noch der „luminance-level adaption factor“ {\displaystyle F_{L}} benötigt, der direkt aus {\displaystyle L_{A}} berechnet werden kann.
{\displaystyle F_{L}=0{,}2k^{4}(5L_{A})+0{,}1(1-k^{4})^{2}(5L_{A})^{1/3}}
mit
{\displaystyle k=\left({\frac {1}{5L_{A}+1}}\right)}
Die Kompressionsantwortfunktion für den Rotwert gestaltet sich wie folgt:
{\displaystyle R'_{a}=\left({\frac {400\left({\frac {F_{L}R'}{100}}\right)^{0{,}42}}{\left[27{,}13+\left({\frac {F_{L}R'}{100}}\right)^{0{,}42}\right]}}\right)+0{,}1}
Der Zusammenhang kann in derselben Form auf die Grün- und Blauwerte angewendet werden.
Es gilt zu beachten, dass hier mit den Beträgen von {\displaystyle R'}, {\displaystyle G'} und {\displaystyle R'} gearbeitet und ein eventuelles negatives Vorzeichen auf das Ergebnis übertragen werden muss.

## Wahrnehmungsparameter
Die Wahrnehmungsparameter werden direkt aus den komprimierten RGB-Werten im HPE-Raum berechnet und spannen einen 5-dimensionalen Wahrnehmungsfarbraum auf.
Die Wahrnehmungsparameter sind der Farbton oder Buntton (hue) {\displaystyle h}, relative Helligkeit (lightness) {\displaystyle J}, die absolute Helligkeit (brightness) {\displaystyle Q},
Farbigkeit oder relative Buntheit (chroma) {\displaystyle C}, absolute Buntheit (colorfulness) {\displaystyle M} und die Sättigung (Saturation) {\displaystyle s},
welche an sich ein redundanter Parameter ist und dementsprechend keine eigenständige Dimension aufspannt.

### Vorberechnungen
Während für die chromatische Adaption nur die absolute Helligkeit des Adaptiven Feldes und die Umgebungsparameter von Bedeutung waren,
kommt der relativen Helligkeit des Hintergrundes {\displaystyle Y_{b}} nun bei der Berechnung der psychophysischen Größen eine wesentliche Bedeutung zu,
da dieser ja durch eventuell vorhandene Simultankontraste Einfluss auf die subjektive Farbwahrnehmung hat.
Aus {\displaystyle Y_{b}} lassen sich folgende Parameter bestimmen:
{\displaystyle n={\frac {Y_{b}}{Y_{w}}}}
{\displaystyle N_{bb}=N_{cb}=0{,}725\left({\frac {1}{n}}\right)^{0{,}2}}
{\displaystyle z=1{,}48+{\sqrt {n}}}
{\displaystyle N_{bb}} und {\displaystyle N_{cb}} stehen dabei für den achromatischen und den chromatischen Induktionsfaktor des Hintergrundes und sind somit ein Maß dafür,
inwieweit sich dieser auf die Wahrnehmung des Stimulus auswirkt und genügen somit dem Simultankontrast.
Unter der weiter oben eingeführten Annahme, dass der Hintergrund ein grau(20%) ist, werden {\displaystyle N_{b}b} und {\displaystyle N_{c}b} zu 1.
{\displaystyle z} drückt denselben Zusammenhang aus, wird jedoch im Folgenden als Exponent und nicht als Faktor auftauchen.
Aus den Farbwerten im HPE-Raum lassen sich zunächst vorläufige kartesische Koordinaten in einer rot-grün(a) und gelb-blau(b) Metrik berechnen.
{\displaystyle a=R'a-{\frac {12G'_{a}}{11}}+{\frac {B'_{a}}{11}}}
{\displaystyle b=\left({\frac {1}{9}}\right)(R'_{a}+G'_{a}-2B'_{a})}

### Buntton (Hue) H
Der Buntton {\displaystyle H} in anderen ist wie auch in anderen Farbräumen über den Winkel von {\displaystyle (a,b)^{T}} definiert.
{\displaystyle h=\tan ^{-1}\left({\frac {b}{a}}\right)}
In Abhängigkeit von diesem lässt sich der Exzentrizitätsfaktor berechnen, welcher später auf die Berechnung von Buntheit bzw. Farbigkeit einen Einfluss hat,
indem er die von {\displaystyle (a,b)^{T}} aufgespannte Ebene in Abhängigkeit vom Winkel dehnt oder staucht.
So wird der Tatsache genüge getan, dass die Höhe der Buntheit bzw. Farbigkeit in Abhängigkeit vom Farbton definiert wird.
{\displaystyle e={\frac {1}{4}}\left[\cos \left(h{\frac {\pi }{180}}+2\right)+3{,}8\right]}
Die Bunttonquadratur {\displaystyle H}, ein an sich vollkommen redundanter Wert, der jedoch den vier die Metrik definierenden Farben ein Vielfaches von 100 zuordnet und somit eine Daseinsberechtigung hat,
wird durch lineare Interpolation über die Werte folgender Tabelle gewonnen.
|                       | Rot   | Gelb  | Grün   | Blau   | Rot    |
| --------------------- | ----- | ----- | ------ | ------ | ------ |
| i                     | 1     | 2     | 3      | 4      | 5      |
| {\displaystyle h_{i}} | 20,14 | 90,00 | 164,25 | 237,53 | 380,14 |
| {\displaystyle e_{i}} | 0,8   | 0,7   | 1      | 1,2    | 0,8    |
| {\displaystyle H_{i}} | 0     | 100   | 200    | 300    | 400    |

{\displaystyle H=H_{i}+{\frac {100{\frac {(h-h_{i})}{e_{i}}}}{{\frac {(h-h_{i})}{e_{i}}}+{\frac {(h_{i+1}-h)}{e_{i+1}}}}}}

## Relative Helligkeit (Lightness) J
Um die relative Helligkeit zu berechnen, wird vorab eine Achromatische Antwort mittels einer gewichteten Summation der Farbwerte berechnet, welche zusätzlich noch einen den
Schwarzpunkt definierenden Rauschterm beinhaltet. Die Summe wird zudem noch mit dem achromatischen Induktionsfaktor des Hintergrundes gewichtet.
{\displaystyle A=\left[2R'_{a}+G'_{a}+\left({\frac {1}{20}}\right)B'_{a}-0{,}305\right]N_{bb}}
Die relative Helligkeit an sich ergibt sich dann aus dem Verhältnis der Achromatischen Antwort des Stimulus und der des Weißpunkts.
Der Weißpunkt muss bis zu diesem Punkt denselben Transformationen unterzogen werden wie der Stimulus selbst um seine Achromatische Antwort zu erhalten.
Der vom Hintergrund und der Umgebung vorgegebene Exponent sorgt für eine konvexe bzw. konkave Krümmung des funktionalen Zusammenhangs und sorgt somit für eine Berücksichtigung des Simultankontrasts über
{\displaystyle z} und der Bartleson-Breneman Gleichungen über {\displaystyle c}.
{\displaystyle J=100\left({\frac {A}{A_{w}}}\right)^{cz}}

### Absolute Helligkeit (Brightness) Q
Die Bestimmung der absoluten aus der relativen Helligkeit des Stimulus ist im Grunde genommen eine Umkehrung der bisher vorgenommenen psychophysischen Anpassungen.
Die absolute Helligkeit des adaptiven Feldes wirkt sich zwar nicht auf die wahrgenommene relative Helligkeit des Stimulus aus, aber die absolute Helligkeit wird durchaus von ihr beeinflusst.
Dementsprechend taucht hier der auch schon in der Kompressionsantwortfunktion zu Rate gezogene „luminance level adaption factor“ {\displaystyle F_{L}} wieder auf.
Auch {\displaystyle A_{w}} und {\displaystyle c} werden hier in einem zu den bisherigen Anwendungen reziproken Sinne verwendet.
{\displaystyle Q=\left({\frac {4}{c}}\right){\sqrt {\left({\frac {J}{100}}\right)}}(A_{w}+4)F_{L}^{0{,}25}}

### Buntheit (Chroma) C
Die Berechnung der Buntheit erfordert die Berechnung einer vorläufigen Größe {\displaystyle t}, welche eine Betragsbildung von {\displaystyle (a,b)^{T}} enthält.
Hier enthalten sind zudem der Exzentritätsfaktor {\displaystyle e} sowie die chromatischen Induktionen der Umgebung und des Hintergrundes {\displaystyle N_{c}} und {\displaystyle N_{c}b}.
{\displaystyle t={\frac {(50000/13)N_{c}N_{cb}e(a^{2}+b^{2})^{1/2}}{R'_{a}+G'_{a}+\left({\frac {21}{20}}\right)B'_{a}}}}
Über {\displaystyle t} wird dann die Buntheit {\displaystyle C} unter Hinzunahme von {\displaystyle n} berechnet.
Die Helligkeit des Hintergrundes wirkt sich so auch auf die wahrgenommene Farbintensität aus.
{\displaystyle C=t^{0{,}9}{\sqrt {\frac {J}{100}}}(1{,}64-0{,}29^{n})^{0{,}73}}

### Farbigkeit (Colorfulness) M
Genau, wie auch bei der Berechnung der absoluten Helligkeit,
wirkt sich im Gegensatz zu der relativen Buntheit eine Erhöhung der Helligkeit des adaptiven Feldes auf die Farbigkeit bzw. die absolute Buntheit aus.
So taucht auch hier wieder der „luminance level adpation factor auf“.
{\displaystyle M=CF_{L}^{0{,}25}}

### Sättigung (Saturation) S
Die Sättigung ist wie zuvor schon erwähnt eine im Sinne des CIECAM02 redundante Größe und lässt sich direkt aus Farbigkeit {\displaystyle M} und absoluter Helligkeit {\displaystyle Q} berechnen.
{\displaystyle s=100{\sqrt {\frac {M}{Q}}}}

### Kartesische Koordinaten
In einigen Fällen kann eine Darstellung einzelner Stimuli in kartesischen Koordinaten von Vorteil sein.
Für den relativen psychophysisch relevanten JCh-Raum seien hier die trigonometrischen Zusammenhänge aufgeführt.
Zusammen mit {\displaystyle J} spannen {\displaystyle a_{c}} und {\displaystyle b_{c}} den dreidimensionalen Raum auf.
{\displaystyle a_{c}} und {\displaystyle b_{c}} dürfen nicht mit den vorläufigen Kartesischen Koordinaten {\displaystyle a} und {\displaystyle b} verwechselt werden.
Der hier vorliegende Raum erfährt relativ zum ursprünglich aufgespannten durch {\displaystyle e} eine exzentrische Krümmung
sowie diverse von {\displaystyle Y_{b}} und {\displaystyle L_{a}} verursachte Skalierungen über der Farbebene.
{\displaystyle a_{c}=C\cos(h)}
{\displaystyle b_{c}=C\sin(h)}
Für den QMh-Raum oder QMs-Raum können entsprechende Zusammenhänge hergestellt werden.